# Colegio Militar Leoncio Prado
El Colegio Militar Leoncio Prado es una institución educativa del Perú que fue creada el 27 de agosto de 1943, mediante Decreto Ley refrendado por el presidente constitucional Manuel Prado y Ugarteche y el ministro de Educación Elías Laroza. La existencia de este colegio es conocida mundialmente gracias a la novela multitraducida del escritor peruano Mario Vargas Llosa, La ciudad y los perros.

## Primeros directores y profesores
El 18 de enero de 1944, a través de la Ley 9890, se le denominó «Leoncio Prado» (en honor al héroe peruano fusilado por los chilenos en 1883, de quien era medio hermano el presidente Manuel Prado) y el 15 de julio del mismo año inauguró oficialmente sus labores académicas. Fueron sus primeras autoridades el director coronel EP José del Carmen Marín Arista y el doctor Manuel Velasco Alvarado como director de Estudios.
En 1945, asumió la dirección del colegio el coronel EP Juan Mendoza Rodríguez. Entre sus primeros maestros se encontraban Julio A. Chiriboga Vera, Gustavo Pons Muzzo, Alberto Tauro del Pino, Segundo E. Sáenz Gálvez, Alfredo Rebaza Acosta, Walter Peñaloza Ramella, Humberto Santillán Arista, Flavio Vega Villanueva, Hermann Buse de la Guerra, Ricardo Cazorla Sormani, Luis Bedoya Reyes, César Moro, Antenor Samaniego, Aníbal Ísmodes, entre otros.

## Local institucional
Con respecto al local, desde sus inicios hasta la actualidad siempre lo ha constituido el cuartel de la «Guardia Chalaca» construido en 1932 y abandonado hasta 1944 en que se decidió que el Colegio Militar Leoncio Prado funcionara ahí, el mismo que, al iniciarse las labores, sólo contaba con dos pabellones sin puertas ni ventanas; pero que con el devenir del tiempo ha sido implementado con diversos ambientes como cocina, comedor, dormitorios, enfermería, laboratorios, oficinas administrativas, auditorio, piscina, estadio, biblioteca, casinos, gimnasio, talleres, coliseo cerrado, en fin, todo lo requerido para contar con un escenario educativo ad hoc a los objetivos de la creación del colegio.

## Educación secundaria
En sus inicios se denominó Colegio Nacional Militar Leoncio Prado, luego pasó a ser Colegio Militar Leoncio Prado (1944). Su finalidad era impartir conocimientos de nivel secundario inculcando virtudes castrenses, para facilitar el buen desempeño de quienes aspiraban a ingresar a las instituciones militares. Entre 1977 y 1981 se transformó de nivel secundario a Escuela Superior de Educación Profesional (ESEP) en circunstancias en que se ejecutaba en el país la Reforma Educativa de 1972. Gran parte de los profesores de la anterior etapa emigraron o simplemente se alejaron del magisterio y el colegio se pobló con una nueva generación de profesores.
En 1982 se retornó al sistema de educación secundaria. Desde tal año hasta el presente se denomina nuevamente Colegio Militar «Leoncio Prado». En 1993 y con motivo de sus «Bodas de Oro» el presidente Alberto Fujimori asistió a este centro educativo dando un sentido discurso. A partir de 1996, cuenta con nuevo proyecto educativo, y actualmente la currícula académica está basada en los lineamientos del Ministerio de Educación.
Dada su relevancia en la historia contemporánea del Perú y del mundo por la calidad de sus egresados, mismos que aportaron o cumplen actualmente roles importantes en la política, crecimiento empresarial,  social, artístico, deportivo o literario (como ser fuente de inspiración de una de las novelas de Vargas Llosa), fue reconocido en el año 2009 como «Colegio Emblemático del Perú» a fin de que pueda asignársela una partida económica para su rehabilitación, fortalecimiento y modernización.
Se espera que con esta inyección económica se modernice también el actual plantel de profesores ya que el nivel de enseñanza es regular desde 1977, comparado con colegios particulares, hecho que ha devenido en que menos del 10 % de los hijos varones de ex-cadetes hayan estudiado en sus aulas.
Con respecto al plan de recuperación de colegios emblemáticos del 2010, finalmente se le asignó un presupuesto de 57 millones de nuevos soles (el mayor asignado en este plan educativo) para que en vez de remodelarlo y reforzarlo, sea construido de nuevo con un diseño moderno. Esto significa que más 90% del tradicional y universal colegio desaparecerá definitivamente, quedando solo el gran y tradicional comedor con el patio de armas. Un precio muy alto que pagar por la perpetuidad de la institución que renacerá de las cenizas como el ave fénix. Mucha gente propuso que por su importancia el local original del Leoncio Prado debe ser declarado patrimonio/monumento histórico nacional del Perú, predominando su diseño art deco que lo hacen un ejemplar único en el mundo debido a sus enormes dimensiones.
Finalmente se asignó la ejecución y diseño de la obra a la constructora española "San José" que tiene presencia en el Perú desde el año 2004.
En sus largos años de fructífera labor la labor educativa del CMLP ha dado grandes y renombrados personajes a nivel mundial, siendo el más reciente el Premio Nobel de Literatura 2010 Mario Vargas Llosa integrante de la 7.ª promoción (1950-1952). Asimismo se está evaluando que sea ascendido al nivel de colegio mayor secundario (un tipo de colegio creado en el 2009 siguiendo el mismo concepto con el que se creó el CMLP: solo en los 3 últimos años de secundaria y proceso de selección tanto en profesores como en alumnos).